# 狮城镇
狮城镇为福建省寧德市周宁县县城所在地，地处周宁县中部，因有山形似狮子（狮子山）而得名。海拔888公尺，為福建省最高的縣城所在。人口3万人。全镇下辖11个行政村，1个居委会。
310国道贯穿狮城镇境内。有各类企业1498家，涉及铸造、建材、农副产品加工、建筑、机械等行业。农业有粮食、茶叶、蔬菜、禽蛋等基地。